# Линас Клејза
Линас Клејза (литв. Linas Klejza; Каунас, 3. јануар 1985) је бивши литвански кошаркаш. Играо је на позицији крила.

## Колеџ
Клејза је похађао колеџ у Мисурију. На другој години од стране лигашких тренера добио је признање Honorable Mention All-Big 12. Исто тако 2005 изабран је у Big 12 All-Tournament екипу након одличних игара и просека од 29,5 поена и 9 скокова.

## НБА
Изабран је као 27. пик НБА драфта 2005. од стране Портланд трејлблејзерса, али је одмах замењен са Рикијем Санчезом у Денвер нагетсе за Џерета Џека. У првој сезони одиграо је 61 утакмицу, али с ограниченом минутажом и у просеку постизао 3,5 поена и 1,9 скокова по утакмици. У другој сезони значајно је поправио шут за три и имао већу минутажу, због чега је поправио своју статистику и у просеку постизао 7,6 поена и 3,4 скока по утакмици. Након завршетка сезоне, Нагетси су активирали клазулу у његовом уговору којом су га задржали још једну сезону.
У сезони 2007/08. постао је важан део у систему тренера Џорџа Карла. Био је замена за стартера Кармела Ентонија, али његове одличне игре с клупе биле пресудне у одлучујућим тренуцима утакмица. Клејза је утакмицу каријере одиграо у двобоју с Јута џезом, 17. јануара 2008, убацивши 41 поен. У просеку је постизао 11,1 поен, 4,2 скока и 1,2 асистенције за само 24 одигране минуте. Иако се у његовој четвртој професионалној сезони очекивао напредак у његовој игри, Клејза је одиграо сезону сличну прошлогодишњој. У просеку је постизао 9,9 поена и 4 скокова по утакмици, али је његова минутажа током плејофа значајно пала. Тренер Џорџ Карл изјавио је да је разлог томе што он није плејмејкер.

## Европа
Клези је истекао уговор с Денвером, али Нагетси нису имали довољно средстава да Литванцу понуде велики уговор, а с обзиром на статус рестриктивног слободног играча, нити сам Клејза није имао превише опција. Стога, пажњу је усмерио на Европу и стигла је понуда Олимпијакоса који је међу реткима у доба рецесије био спреман у нове играче уложити значајнија средства. Дана 10. август 2009. потписао је двогодишњу верност Олимпијакосу за 12,2 милиона долара, но имаће могућност да након прве сезоне поново крене пут НБА лиге.

## Литванска репрезентација
Клејза је члан литванске кошаркашке репрезентације. Био је члан екипе која је освојила бронзану медаљу на Европском првенству у Шпанији 2007, а наступао је и на Олимпијским играма у Пекингу 2008. године.

## Успеси

### Клупски
- Олимпијакос :
  - Куп Грчке (1): 2009/10.
- Фенербахче:
  - Првенство Турске (1): 2013/14.
  - Суперкуп Турске (1): 2013.

### Појединачни
- Најбољи стрелац Евролиге (1): 2009/10.
- Идеални тим Евролиге - прва постава (1): 2009/10.

### Репрезентативни
- Светско првенство до 19 година:  2003.
- Европско првенство до 20 година:  2004.
- Европско првенство:  2007.
- Светско првенство:  2010.
- Европско првенство:  2013.